# Hamid II di Pontianak
Abdul Hamid Alkadrie noto come Sultano Hamid II (شريف عبد الحميد القادري Šarīf ʿAbd al-Ḥamīd al-Qādrī in arabo; Pontianak, 12 luglio 1913 – Giacarta, 30 marzo 1978) è stato un sovrano indonesiano.
Fu l'ottavo Sultano di Pontianak e l'unico Presidente dello Stato del Kalimantan Occidentale dal 1946 fino alla sua estinzione nel 1950. Figlio primogenito del Sultano Syarif Muhammad Alkadrie, fu di discendenza mista tra arabo e malese, e fu allevato da due nazionali inglesi, Salome Catherine Fox ed Edith Maud Curteis.
Sua moglie Didie van Delden fu una giovane donna olandese che gli diede due figli, entrambi risiedenti nei Paesi Bassi. Durante la guerra d'indipendenza indonesiana, fu simpatetico al ritorno degli olandesi e alla fondazione della repubblica federale degli Stati Uniti d'Indonesia, vedendo l'unitaria Repubblica d'Indonesia come un'estensione del dominio giavanese. Fu anche un colonnello del Reale esercito delle Indie orientali olandesi, e progettò l'emblema nazionale indonesiano: il Garuda Pancasila.

Il Garuda Pancasila è l'emblema nazionale dell'Indonesia. Progettato dal Sultano Hamid II in persona, ne rappresenta l'eredità più visibile.

## Famiglia
Didie van Delden, moglie del sultano, fu rinominata come Sultana Maharatu Mas Makhota, e morì il 19 giugno 2010. Da loro sono nati due figli, un maschio e una femmina. Il figlio è rinominato come Pangeran (Principe) Syarif Max Yusuf Alkadrie, e vive nei Paesi Bassi.